# Прилад керування артилерійським вогнем

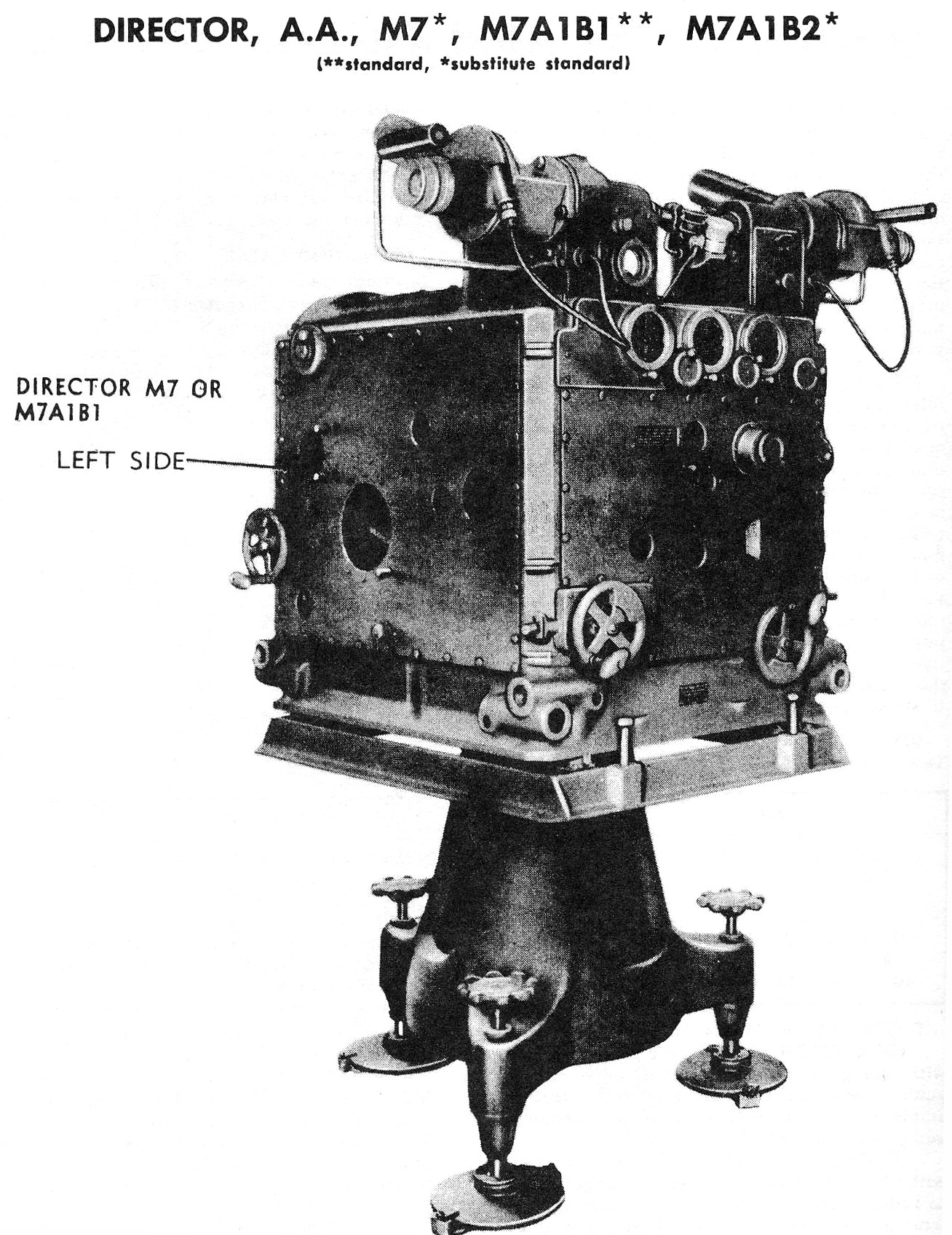
ПКАВ M7 1944

Прилад керування артилерійським вогнем (ПКАВ), також мав назву допоміжний будівник випереджень, це механічний або електронний обчислювальний прилад який постійно підраховує тригонометричні вогневі рішення для використання проти рухомих цілей і передає дані по цілі обслузі гармати.

## Для бойових кораблів

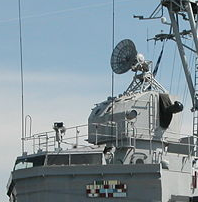
ПКАВ Mark 37 часів Другої світової війни для 5 in/38 універсальних гармат над містком на есмінці «Кейссін Янг», оснащений післявоєнним радаром AN/SPG-25

Для бойових кораблів 20-го століття ПКАВ був частиною системи керування вогнем; він передавав інформацію на прилад обчислення, який підраховує дальність та кут підвищення гармат. Зазвичай визначають дальність і пеленг цілі; ці параметри використовуються для  визначення швидкості зміни значень і потім обчислювач («таблиці керування вогнем» за термінологією Королівського флоту) видає вогневі рішення, враховуючи інші параметри, такі як напрям вітру, тиск повітря та балістичні фактори гармати. Під час Другої світової війни у американському флоті використовували обчислювач Mark I.
На кораблях ПКАВ батарей головного калібру розташовували на високій надбудові, для кращого обзору. Через їхні великі розміри та вагу, обчислювачі часів Другої світової війни були розташовані у центральному артилерійському пості в глибині корабля, під броньовою палубою.

## Польова артилерія
ПКАВ були представлені для польової артилерії на початку 20—го століття для орієнтування артилерійської батареї на їх нульовій лінії (або 'центральна арка'). ПКАВ зазвичай використовували для ведення вогню з закритих позицій. У армії США ПКАВ мали назву 'aiming circles'. ПКАВ можна було використовувати замість теодолітів для огляду на близьких дистанціях. Перші прилади  використовували відкриті приціли на кутовій шкалі (наприклад градуси і хвилини, гради або милі), але на початок Першої світової війни більшість ПКАВ були оптичними. З появою цифрових прицілів у 1990—х роках потреба у ПКАВ зникла.
ПКАВ були змонтовані на польовій тринозі і орієнтовані по відношенню до сітки півночі карти. Якщо час підтискав для цієї орієнтації зазвичай використовувався інтегральний компас, але був оновлений обрахунком (азимута по годинному куту і азимуту за Полярною зіркою) або «здійснюється» за допомогою методів обстеження з контрольної точки. У 1960-ті використовували гіроскопічні орієнтації.

## Зенітна артилерія
У зенітній артилерії, ПКАВ використовували у поєднанні з іншим обладнанням керування вогнем, таким як висотні шукачі або радари керування вогнем. У деяких арміях ці 'directors' мали назву 'predictors'.

## Приклади
Зенітні гармати Bofors 40 мм мали ПКАВ M5 як систему керування вогнем. ПКАВ був частиною секції  яка рапортувала начальнику секції, який доповідав командиру взводу. Командира секції також називали установник діапазону; він веде підготовку ПКАВ і генератор для стрільби, перевіряє орієнтацію і синхронізує гармату і ПКАВ, а також слідкує за веденням вогню за допомогою ПКАВ M5.Секція далекоміра яка використовує ПКАВ M5 складається з установника діапазону, спостерігач за кутом підвищення, спостерігач за азимутом, оператора силової установки та телефоніста.
ПКАВ M5 використовували для визначення або оцінки висоти або відстані до повітряної цілі. Два спостерігачі слідкували за літаком за допомогою двох телескопів, розташованих з кожного боку приладу. Вони обертали маховики, щоб перехрестя прицілу завжди було на літаку. Обертання маховиків давало ПКАВ дані про зміну кута підвищення та азимуту літака відносно приладу. Поки маховики обертаються відбувається механічний розрахунок вогневого рішення до тих пір поки йде слідкування за ціллю. ПКАВ видає упередження на основі швидкості і розташування літака.
Скоро після появи ПКАВ вони стали враховувати різні фактори, які впливають на балістику, такі як щільність повітря, швидкість та напрям вітру. Якщо прилад розташовувався не поряд з батареями, також вводилася корекція помилки паралаксу для більш точного розрахунку.
ПКАВ вирішували три важливих вогневих рішення для зенітного вогню: правильний азимут та квадрант підвищення, а також для гармат з боєприпасами дистанційними детонаторами, ПКАВ розраховували час польоту снаряду для установки підриву снаряда поряд з ціллю.
На ранні зенітних артилерійських батареях ПКАВ були розташовані у центрі позиції, а гармати по кутках позиції. До появи радарів, у взаємодії з ПКАВ використовували прожектори, щоб атаки цілей вночі.

## Зенітні ПКАВ армії США
- ПКАВ T1 (wilson)

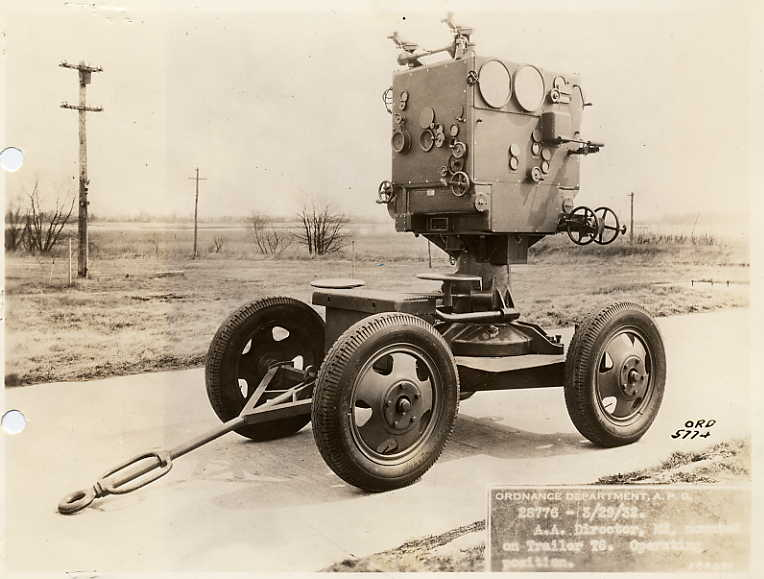
ПКАВ M2 на візку T6

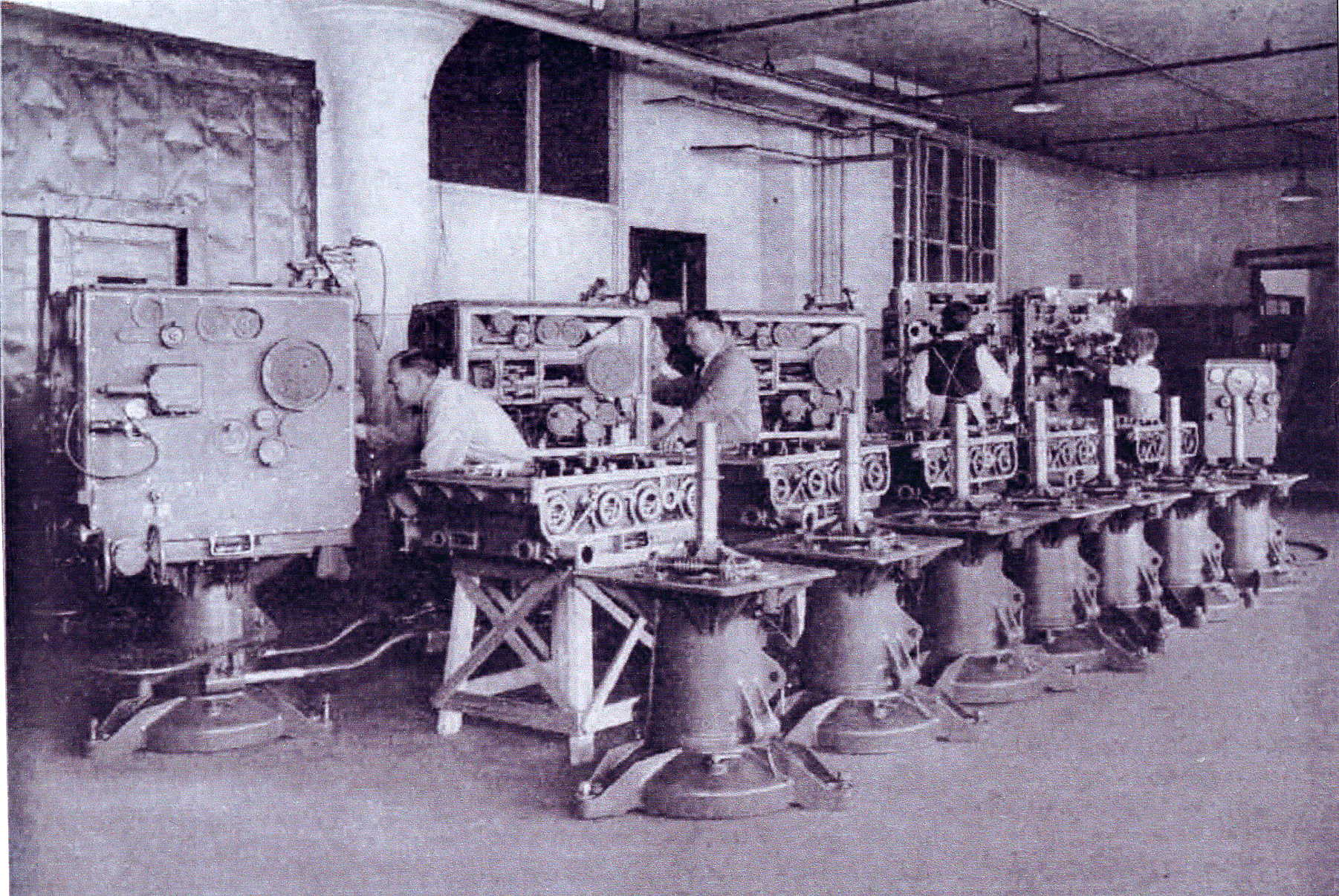
ПКАВ M2 1932

- ПКАВ T4 використовували з гарматою 3-inch M1918
- T6 створений Sperry Corporation у 1930 і стандартизований як ПКАВ M2.
- M3 був стандартизований з T8 у 1934
- M4 був стандартизований у 1939
- Механічний ПКАВ M5, у США випускався під назвою Kerrison Predictor, використовувався з 37 мм Gun M1 та M1 40 MM
  - M5A1
  - M5A2
- ПКАВ M7 був стандартизований у 1941 і був схожий на M4, але мав привод контролю за гарматами. Використовувався з 90 мм гарматами
  - M7A1B1
  - M7A1B2
- T10 стандартизований як електричний ПКАВ M9 [7] для використання з 90 мм гарматами вироблявся Bell Labs
  - M9B1
- Електричний ПКАВ M10 для використання з 120 мм M1 гарматою

## Морські прилади
- Mark 1
- Система керування вогнем MK 51
- Mark 57
- Mark 58
- Mark 59
- Прилад Type 6 (КНР)

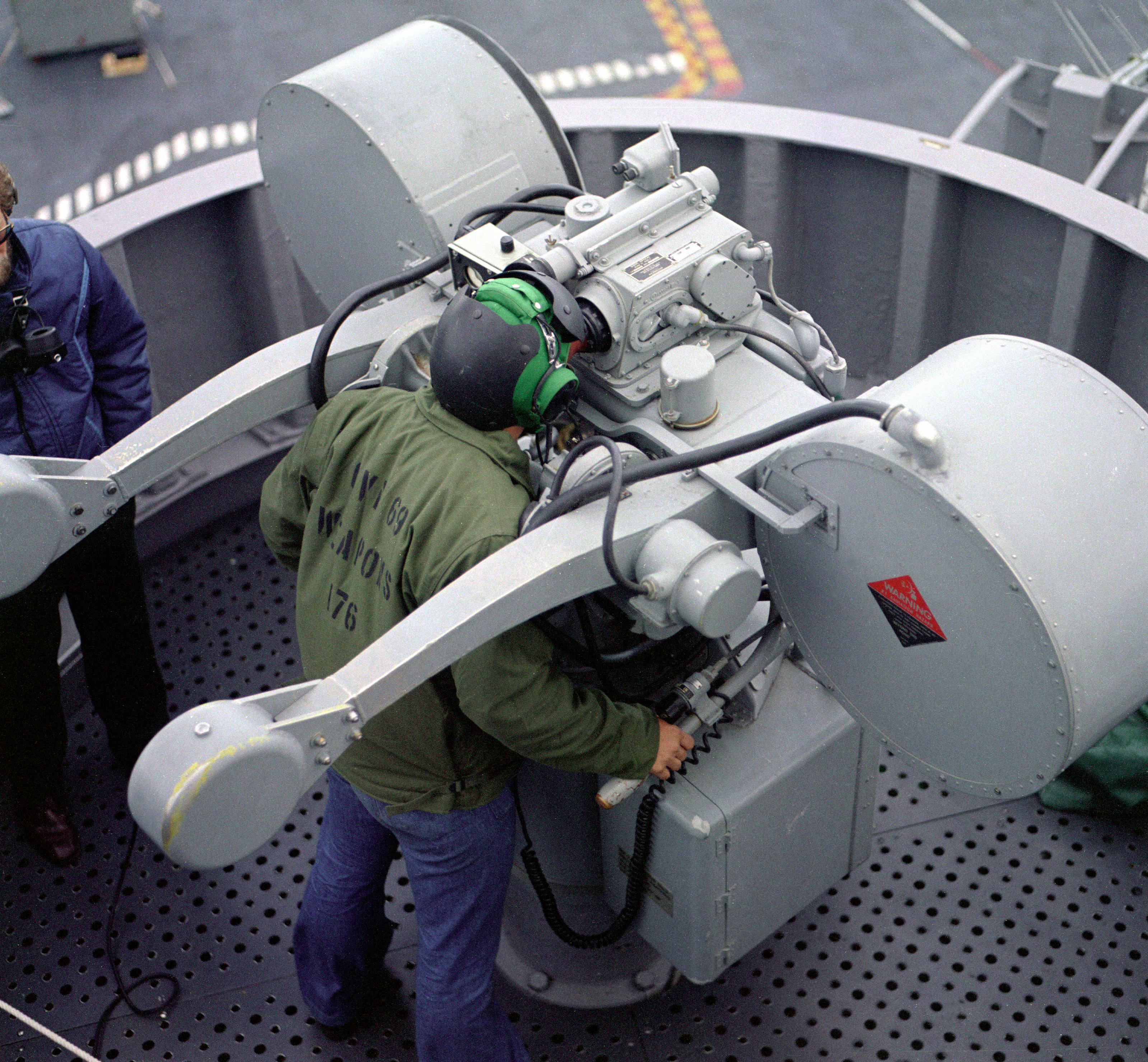
ПКАВ Mark 115 системи керування вогнем Sea Sparrow на борту авіаносця класу Німіц.
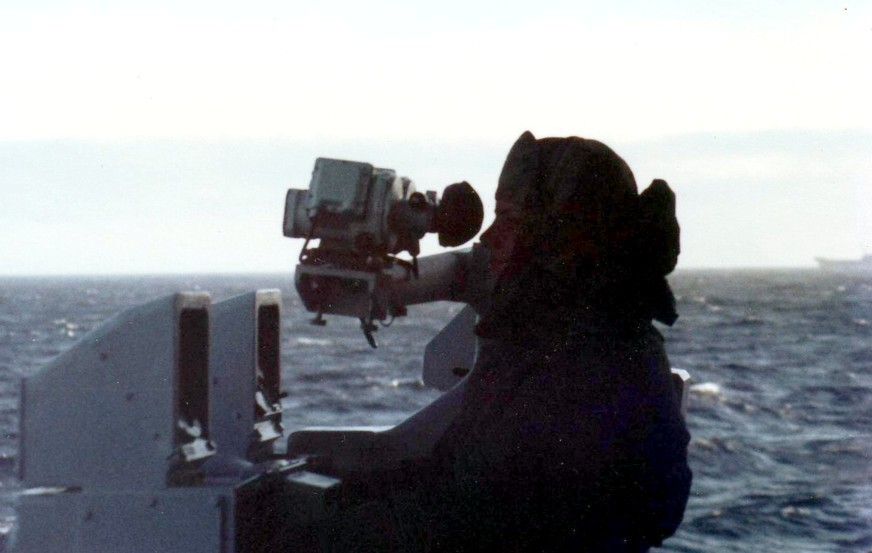
Сучасний ПКАВ Королівського флоту на есмінці Type 42.
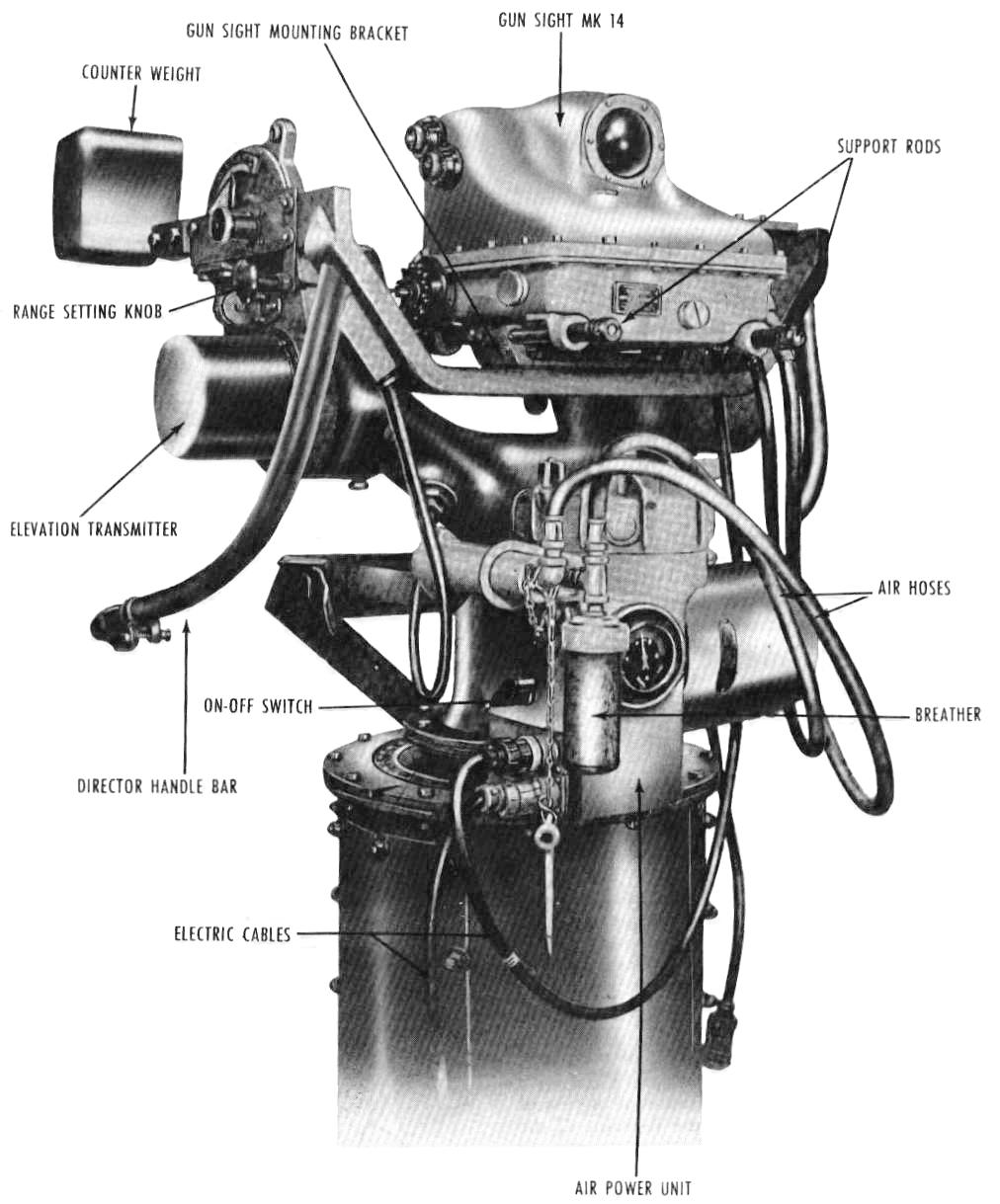
Морський ПКАВ Mark 51, приблизно 1958.
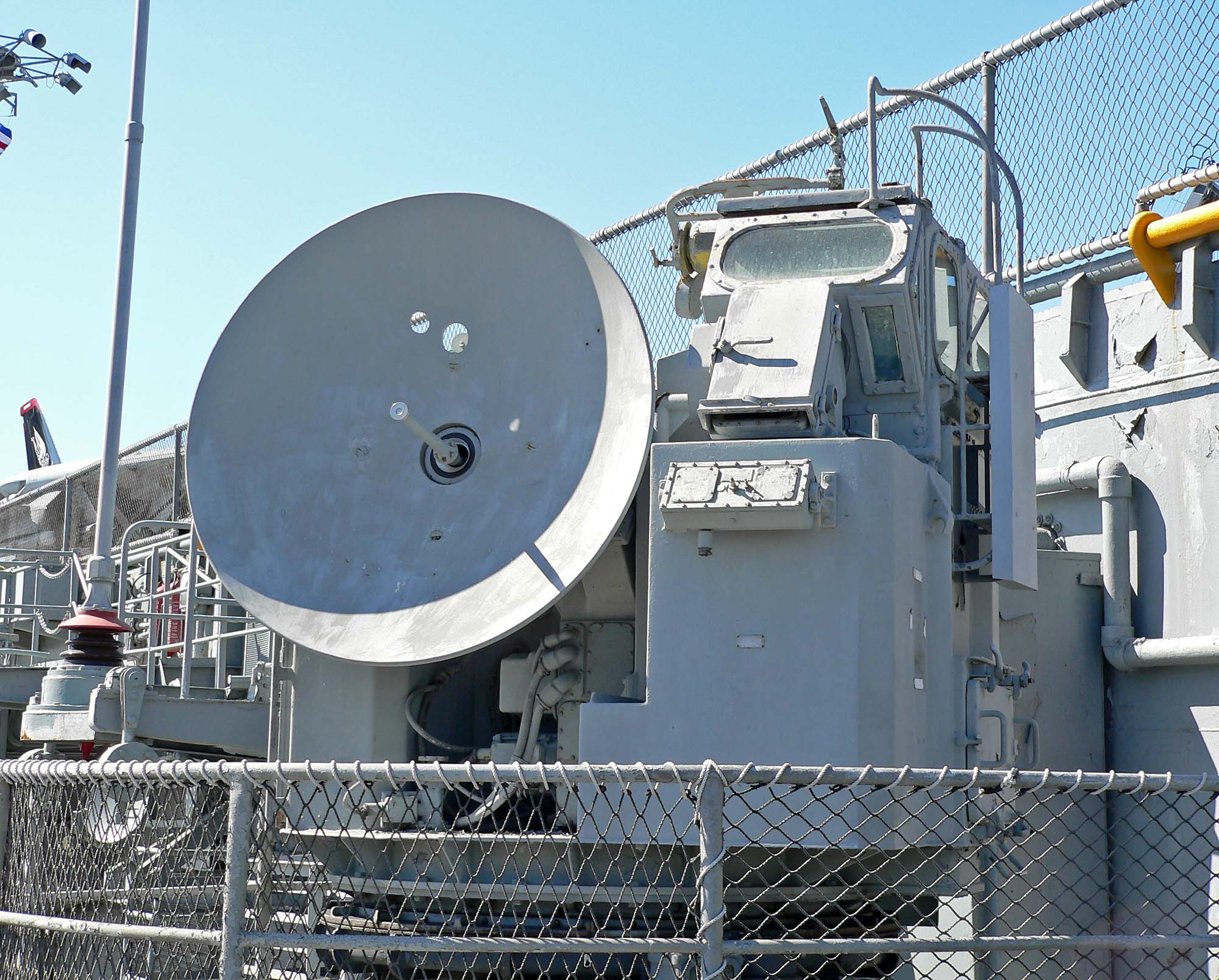
ПКАВ часів Холодної війни на авіаносці Горнет.

## Екземпляри які збереглися

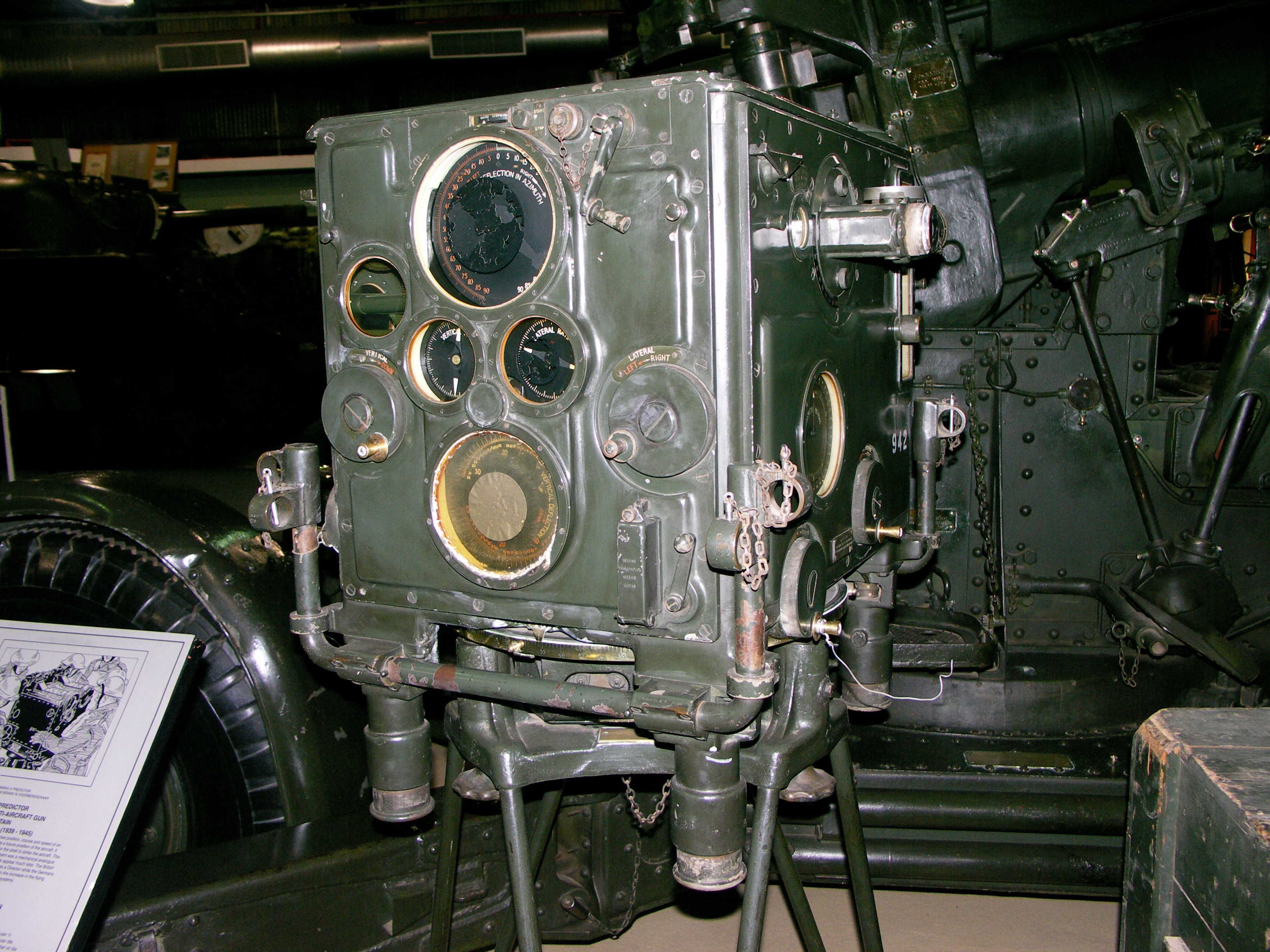
Number 1 Mark III Predictor використовувався з зенітною QF 3.7 inch гарматою. Південно-африканський Національний музей військової історії, Йоганнесбург

- Південно-африканський Національний музей військової історії — Number 1 Mark II Predictor
- Музей Powerhouse — зенітний прилад Vickers No.1, 1942[8]